# The Sea of Monsters
The Sea of Monsters (Brasil: O Mar de Monstros / Portugal: Percy Jackson e o Mar dos Monstros)  é o segundo livro da série  Percy Jackson & os Olimpianos  baseado em mitologia grega de Rick Riordan. O Livro narra as aventuras de Percy Jackson, um semideus de treze anos, que junto de seus amigos Annabeth Chase e Tyson, se aventura no Mar de Monstros a fim de salvar seu amigo Grover Underwood do ciclope Polifemo e encontrar o Velocino de Ouro, artefato mágico capaz de fortalecer as fronteiras do Acampamento Meio-Sangue.
The Sea of Monsters  foi geralmente bem recebido e foi nomeado para vários prêmios, incluindo o Book Sense Top Ten Summer Pick de 2006 e o Mark Twain Award de 2009. Ele vendeu mais de 100.000 cópias no formato paperback e foi lançado em formato audiobook em 6 de setembro de 2006. The Sea of Monsters é seguido por The Titan's Curse, o terceiro dos cinco livros da série.
A adaptação cinematográfica do livro, Percy Jackson: Sea of Monsters, foi lançada em 16 de agosto de 2013 em Portugal

## Profecia
Navegarás com guerreiros de osso em navio de ferro,
O que procuras, hás de encontrar, e teu o tornarás,
Mas sem esperanças dirás, minha vida em pedra enterro,
Sem amigos falharás e, voando só, retornarás.

## Enredo
| “ | 30, 31, 75, 12. | ” |

Percy Jackson espera que o destino lhe reserve muitas aventuras. E sua expectativa é concretizada. Apesar do novo curso na Meriwether School estar ocorrendo normalmente, uma simples partida de queimada acaba em uma batalha campal contra um bando de gigantes ferozes, e o ginásio inteiro do colégio fica incendiado. Annabeth aparece e o leva para o Acampamento Meio-Sangue. Chegando lá, ele tem de enfrentar uma batalha, a demissão de Quíron e as gozações dos outros campistas, depois que Tyson, seu amigo da escola, é revelado como um ciclope, filho de Poseidon e sendo assim, seu meio-irmão.
Depois, ele descobre como salvar o acampamento, usando o Velocino de ouro. Porém Tântalo, o novo diretor de atividades do acampamento, envia Clarisse La Rue à missão. Então, ele encontra-se com Hermes que lhe presenteia com uma garrafa térmica cheia de ventos e três mochilas contendo roupas, dinheiro e vitaminas.
Percy se encontra com Luke, e descobre que ele está por trás do envenenamento da árvore de Thalia e que ele quer o Velocino de Ouro para restaurar a forma física de Cronos que está num sarcófago dourado.
Percy, Annabeth e Tyson partem numa missão, onde navegam pelo Mar de Monstros, que está situado dentro do Triângulo das Bermudas, mas o Birmingham CSS — o navio que Clarisse está usando na missão — é atacado e destruído pelos monstros Caríbdis e Cila. O motor do navio superaquece e explode, e Tyson (que estava na sala de máquinas no momento da explosão) é dado como morto. Percy e Annabeth fogem em uma jangada de madeira, e Annabeth abre a garrafa térmica de ventos, fazendo eles navegarem a alta velocidade. Eles vão para uma ilha próxima, onde eles encontram o "Spa e Resort CC". A proprietária do resort é a feiticeira Circe, enquanto o próprio spa é, na verdade, uma prisão para semideuses masculinos. Circe transforma Percy em um porquinho-da-índia e coloca-o em uma gaiola com outros seis. Annabeth liberta-os e alimenta-os com as vitaminas de Hermes, tornando-os humanos novamente. Os outros seis revelam-se como sendo tripulação do famoso pirata Barba Negra (um semideus filho de Ares).
Percy e Annabeth deixam a ilha de Circe no navio de Barba Negra, o Vingança da Rainha Anne. Quando eles passam pela ilha das sereias, a pedido de Annabeth, ela é amarrada ao mastro do navio para que ela possa ouvir o canto da sereia, que faz a ouvinte ver os seus desejos mais profundos, mas é tão encantador que ela vai ser hipnotizada e tentará alcançar as sereias a todo custo. Ela faz isso, mas eles se esquecem de tirar a faca dela, e ela corta-se e se lança do navio, começando a nadar para a ilha. Percy consegue parar Annabeth, mas quando ele a toca, ele tem uma visão do que a música está fazendo ela ver: Manhattan reconstruída, e Annabeth fazendo um piquenique com seus pais e Luke Castellan.
Eles resgataram Grover (que explica que ele veio para o Mar de Monstros em busca de Pã) e encontram o Velocino de Ouro, mas Polifemo confronta-os, persegue-os para fora da ilha e afunda o Vingança da Rainha Anne.
Voltando ao acampamento, Quíron tem seu emprego de volta e o velocino de ouro remove o veneno da árvore de Thalia. No entanto, a própria Thalia Grace (semideusa filha de Zeus transformada em árvore quando ela morreu, para impedir que sua alma fosse para o mundo inferior), é revivida. Percy e Quíron percebem que o renascimento de Thalia era o plano de Cronos (cuja consciência tentava guiar Luke) o tempo todo, e seu retorno poderia afetar a Grande Profecia.

## Diferenças com o livro
No filme Jackson recebe a Grande Profecia do Oráculo, enquanto no livro ele a lê em um papel por ordem de seu pai apenas às vésperas da Guerra com os Titãs (que já acontecia no reino de Poseidon). No filme existe um Coliseu com Arcos, mas isso jamais aconteceria no livro, pois o acampamento meio sangue não tem qualquer influência romana. Isso é importante porque o encontro entre Roma e Grécia ocorrerá na próxima série de livros. Novamente temos mudança de enredo, como a forma que Percy conhece Tyson e como parte para a missão de recuperar o Velocino de Ouro, ou mesmo em como Grover chegou na caverna do Ciclope (que não fica na ilha de Circe, que não é um parque de diversões, mas um SPA). O roteiro original foi mudado profundamente no desfecho do filme, quando Luke consegue reerguer Cronos com o Velocino de Ouro e Percy o mata com um golpe de espada. E isso não faz absolutamente nenhum sentido, porque nenhum humano poderia matar Cronos em sua forma verdadeira, ele foi derrotado por seus próprios erros. Personagens amigos de Percy que seriam muito importantes na ultima parte da saga (Percy Jackson e o Ultimo Olimpiano), Charles e Silena foram apresentados brevemente como vilões traidores do acampamento meio-sangue. Quando Percy e seus amigos invadem o navio de Luke, Annabeth fala brevemente sobre os dois "traidores" que, devido a nova posição no filme, torna impossível duas cenas muito importantes, uma do começo e outra do final de O Ultimo Olimpiano.

## Críticas
"Em uma façanha digna de seus heróis, Riordan tramou uma sequência ainda mais atraente que O ladrão de raios." - Publishers Weekly
"Essa mistura inteligente de mitologia grega com personagens adolescentes contemporâneos, em uma aventura repleta de ação, trará ainda mais leitores para a série de Rick Riordan." - Booklist
"Essa excelente continuação da série deve conquistar uma nova legião de fãs." - Revista Child
"Uma aventura segue-se a outra com um ritmo veloz, e mesmo os leitores que têm apenas conhecimento superficial da Odisseia vão se divertir com esta nova abordagem de conhecidas histórias da Grécia Antiga." - School Library

## Capítulos
| Cap. | Estados Unidos                           | Brasil                                           | Portugal                                           |
| ---- | ---------------------------------------- | ------------------------------------------------ | -------------------------------------------------- |
| 1    | My best friend shops for a wedding dress | Meu melhor amigo vai comprar um vestido de noiva | O Meu Melhor Amigo Vai Comprar Um Vestido de Noiva |
| 2    | I play dodgeball with canniballs         | Meu jogo de queimado com canibais                | Jogo ao Mata com Canibais                          |
| 3    | We hail the taxt of Eternal Tormente     | Nós chamamos o táxi da Tormenta Eterna           | Chamamos o Táxi da Danação Eterna                  |
| 4    | Tyson plays with fire                    | Tyson brinca com fogo                            | Tyson Brinca com o Fogo                            |
| 5    | I get a new cabin mate                   | Meu novo companheiro de chalé                    | O Meu Novo Companheiro de Cabana                   |
| 6    | Demon pigeons attack                     | O ataque dos pombos demoníacos                   | O Ataque dos Pombos Demoníacos                     |
| 7    | I accept gifts from a stranger           | Eu aceito presentes de um estranho               | Aceito Presentes de Um Estranho                    |
| 8    | We board the Princess Andromeda          | Nós embarcamos no Princesa Andrômeda             | Embarcamos no Princess Andromeda                   |
| 9    | I have the worstt family reunion ever    | Minha pior reunião de família de todos os tempos | A Pior Reunião Familiar de Sempre                  |
| 10   | We hitch a ride with dead confederates   | Pegamos uma carona com confederados mortos       | Apanhamos Boleia de Confederados Mortos            |
| 11   | Clarisse blows everything                | Clarisse detona tudo                             | Clarisse Manda Tudo Pelos Ares                     |
| 12   | We check in to C.C.'s Spa & Resort       | Nossa estadia no Spa & Resort de C.C.            | Mudamos de Visual na Estância & Spa de C.C.        |
| 13   | Annabeth tries to swim home              | Annabeth tenta ir nadando para casa              | Annabeth Tenta Ir a Nado até Casa                  |
| 14   | We meet the shep of doom                 | Nosso encontro com o carneiro da perdição        | Encontramos as Ovelhas Assassinas                  |
| 15   | Nobody gets the Fleece                   | Ninguém consegue o Velocino                      | Ninguém Fica com o Tosão                           |
| 16   | I go down with the ship                  | Eu afundo com o navio                            | Afundo-me com o Navio                              |
| 17   | We get a surprise on Miami Beach         | Uma surpresa nos aguarda em Miami Beach          | Uma Surpresa em Miami                              |
| 18   | The party ponies invade                  | A invasão dos pôneis de festa                    | A Invasão dos Póneis Festivos                      |
| 19   | The chariot race ends with a bang        | A corrida de carruagens termina com uma explosão | A Corrida de Bigas Termina com Um Estoiro          |
| 20   | The Fleece works its magic too well      | A magia do Velocino é boa até demais             | O Tosão Tem Um Efeito Surpreendente                |

## Capa
Diferente da capa de O Ladrão de Raios, a capa de O Mar de Monstros representa uma cena única do livro, mas que representa o enredo da história: Percy, Annabeth e Grover fugindo do ciclope malvado, Polifemo, que tem seu olho retratado na capa. Ao fundo, vemos o navio A Vingança da Rainha Ana, que foi adquirido por Percy e Annabeth no Resort de C.C.

## Importância na série
Como sequência do primeiro livro, O Mar de Monstros é essencial para a série, mostrando o que ocorre com os três protagonistas de Percy Jackson & os Olimpianos.
No final do livro, uma nova personagem — Thalia Grace, filha de Zeus — surge. Ela se torna uma das personagens principais da saga, nos livros posteriores da série.

## Adaptações

### Cinematográfica
O segundo filme da série, Percy Jackson: Sea of Monsters, continuação do filme Percy Jackson & the Olympians: The Lightning Thief, está em pós-produção pela 20th Century Fox e está programado para ser lançado em 07 de agosto de 2013. A Fox optou por prosseguir com os filmes da série mesmo com a baixa bilheteria do primeiro filme. As filmagens se iniciaram em abril de 2012 em Vancouver, no Canadá e muitos fãs da série de livros estão otimistas para o filme, já que o diretor é novo — Thor Freudenthal —, a atriz que interpreta Annabeth está loira para o segundo filme (assim como na série de livros) e desta vez, o filme parece conter mais elementos do livro, como muitos gostariam.

### Quadrinhos
A adaptação em quadrinhos, denominada O Mar de Monstros: Graphic Novel, já está em fase final de produção e será lançada em 02 de julho de 2013 nos Estados Unidos e em 16 de julho de 2013 no Brasil.

## Sequência
A sequência, The Titan's Curse, foi lançada em 1 de maio de 2007. Em The Titan's Curse, Percy, Grover, Annabeth e Thalia vão a uma escola para resgatar dois poderosos semideuses. Assim como seus antecessores, este livro foi bem recebido e a crítica em geral, elogiou seu estilo bem-humorado e o enredo da história.